# Distretto di Ghelalo
Il distretto di Ghelalo è uno dei nove distretti della regione del Mar Rosso Settentrionale, in Eritrea. Ha per capoluogo la città di Ghelalo.